# Маккормик, Хит
Хит Макко́рмик (англ. Heath McCormick; род. 7 августа 1976, Лансинг) — американский и канадский кёрлингист.
В составе команды США участник чемпионата мира среди мужчин 2012. Чемпион США среди мужчин (2012).
Играет на позиции четвёртого,  скип команды.
Когда проживал в Канаде (с детства до 2010 года), пять раз участвовал в юниорском чемпионате провинции Онтарио, который его команда выиграла в 1996 году и участвовала в юниорском чемпионате Канады 1996, заняв пятое место. В 2004 году в составе команды Онтарио участвовал в чемпионате Канады среди смешанных команд 2004, где они стали вице-чемпионами, проиграв в финале команде провинции Альберта (скип Шэннон Клейбринк).

## Достижения
США:
- Чемпионат США по кёрлингу среди мужчин: золото (2012), серебро (2018), бронза (2014, 2015).
- Американский олимпийский отбор по кёрлингу: серебро (2017), бронза (2013).
- Континентальный Кубок по кёрлингу (в составе команды Северной Америки): золото (2013, 2017).

Канада:
- Чемпионат Канады по кёрлингу среди смешанных команд: серебро (2004).

## Команды
| Сезон                                          | Четвёртый      | Третий          | Второй         | Первый        | Запасной                                 | Турниры                         |
| ---------------------------------------------- | -------------- | --------------- | -------------- | ------------- | ---------------------------------------- | ------------------------------- |
| Канада                                         |                |                 |                |               |                                          |                                 |
| 1995—96                                        | Patrick Ferris | Heath McCormick | Shaun Harris   | Bryan Johnson |                                          | ЧКЮ 1996 (5 место)              |
| 1998—99                                        | Nick Rizzo     | Хит Маккормик   | Ken McDermot   | Scott Arnold  |                                          |                                 |
| 2001—02                                        | Хит Маккормик  | Pat Ferris      | Shaun Harris   | Jake Higgs    |                                          |                                 |
| 2002—03                                        | Питер Корнер   | Хит Маккормик   | Todd Brandwood | Shaun Harris  |                                          |                                 |
| 2003—04                                        | Хит Маккормик  | Брент Лэинг     | Крейг Сэвилл   | Shawn Harris  |                                          | [ 2 ]                           |
| 2006—07                                        | Хит Маккормик  | Jason Young     | Shaun Harris   | Mark Bice     |                                          |                                 |
| 2008—09                                        | Peter Steski   | Хит Маккормик   | Chad McMullan  | Jeff Steski   |                                          |                                 |
| Кёрлинг среди смешанных команд (mixed curling) |                |                 |                |               |                                          |                                 |
| 2003—04                                        | Хит Маккормик  | Denna Schell    | Jason Young    | Julie Promoli |                                          | ЧКСК 2004                       |
|                                                |                |                 |                |               |                                          |                                 |
| США                                            |                |                 |                |               |                                          |                                 |
| 2010—11                                        | Хит Маккормик  | Билл Стопера    | Мартин Сатер   | Дин Геммелл   |                                          | ЧСШАМ 2011 (4 место)            |
| 2011—12                                        | Хит Маккормик  | Билл Стопера    | Мартин Сатер   | Дин Геммелл   | Крейг Браун (ЧМ) тренер: Мэтт Хэймс (ЧМ) | ЧСШАМ 2012 · ЧМ 2012 (8 место)  |
| 2012—13                                        | Хит Маккормик  | Билл Стопера    | Мартин Сатер   | Дин Геммелл   |                                          | ККК 2013 · ЧСШАМ 2013 (4 место) |
| 2013—14                                        | Хит Маккормик  | Билл Стопера    | Дин Геммелл    | Мартин Сатер  |                                          | АООК 2013                       |
| 2013—14                                        | Хит Маккормик  | Крис Плайс      | Рич Руохонен   | Колин Хафман  |                                          | ЧСШАМ 2014                      |
| 2014—15                                        | Хит Маккормик  | Крис Плайс      | Джозеф Поло    | Колин Хафман  | Райан Брант тренер: Пит Фенсон           | ЧСШАМ 2015                      |
| 2015—16                                        | Хит Маккормик  | Билл Стопера    | Дин Геммелл    | Mark Lazar    | Эндрю Стопера                            | ЧСШАМ 2016 (10 место)           |
| 2016—17                                        | Хит Маккормик  | Крис Плайс      | Кори Дропкин   | Томас Хауэлл  |                                          | ККК 2017 · ЧСШАМ 2017 (6 место) |
| 2017—18                                        | Хит Маккормик  | Крис Плайс      | Кори Дропкин   | Томас Хауэлл  | Рич Руохонен                             | АООК 2017                       |
| 2017—18                                        | Хит Маккормик  | Крис Плайс      | Кори Дропкин   | Томас Хауэлл  |                                          | ЧСШАМ 2018                      |

(скипы выделены полужирным шрифтом)

## Частная жизнь
Родился в США, в штате Мичиган. Позднее семья переехала в Канаду, в провинцию Онтарио, где Хит Маккормик начал играть в кёрлинг в 1992, в возрасте 16 лет. В 2010 вернулся в США.
Женат, две дочери.
Окончил Университет Западного Онтарио. Работает страховым брокером в McCormick Insurance Brokers Ltd.